# Наталия Кели
Наталия Кели е австрийска певица от американски произход.
Родена е в семейство на американски баща и бразилска майка. Сега живее в австрийския град Бад Фьослау. Представя Австрия на „Евровизия 2013“ с песента „Shine“.

## Биография

### Ранни години
Семейството ѝ се мести от Щатите в Австрия, когато е на шест години – през 2000 г. Дете на бизнесмен с австрийски и ирландски корени и майка-бразилка, Кели започва да се занимава с музика от ранна възраст. През 2004 г. става част от оперната постановка „In 80 Tagen um die Welt“ (Около света за осемдесет дни) в театър в Баден. Същата година участва в детско певческо шоу по телевизия „ORF“, където заема второ място, пеейки в дует с Мануел Гутлеб. Участва и в състезанието за класическа музика „Prima La Musica“.

### Gimme 5
От 2005 до 2007 г. е член на детската поп група „Gimme 5“, продуцирана от Александър Кар.

### The Voice
През 2011 г. участва в австрийската версия на „The Voice“ и сключва договор за запис – с Александър Кар.

### Евровизия
На 15 февруари 2013 влиза в австрийската национална селекция за „Евровизия“ („Österreich rockt den Song Contest“) с песента „Shine“. Получава 32 точки от жури и 38 точки от телевизионни зрители (общо 70) и печели правото да представи Австрия на поредното издание на песенния конкурс.